# John Morris (ator)
John Charles Morris (Paris, Texas, 2 de outubro de 1984) é um ator e dublador estadunidense. É conhecido por dublar o garoto Andy Davis nos filmes da série Toy Story.

## Filmografia
| Filmes      | Filmes                         | Filmes           | Filmes |
| Ano         | Filme                          | Personagem       |        |
| ----------- | ------------------------------ | ---------------- | ------ |
| 1991        | The Little Engine That Could   | Eric             |        |
| 1993        | The Nightmare Before Christmas | Vozes adicionais |        |
| 1995        | Toy Story                      | Andy Davis       |        |
| 1999        | Toy Story 2                    | Andy Davis       |        |
| 2010        | Toy Story 3                    | Andy Davis       |        |
| Video games |                                |                  |        |
| Ano         | Jogo                           | Personagem       |        |
| 1997        | Lego Island                    | Pepper           |        |
| 2010        | Toy Story 3: The Video Game    | Andy Davis       |        |